# Friedrich Bouché

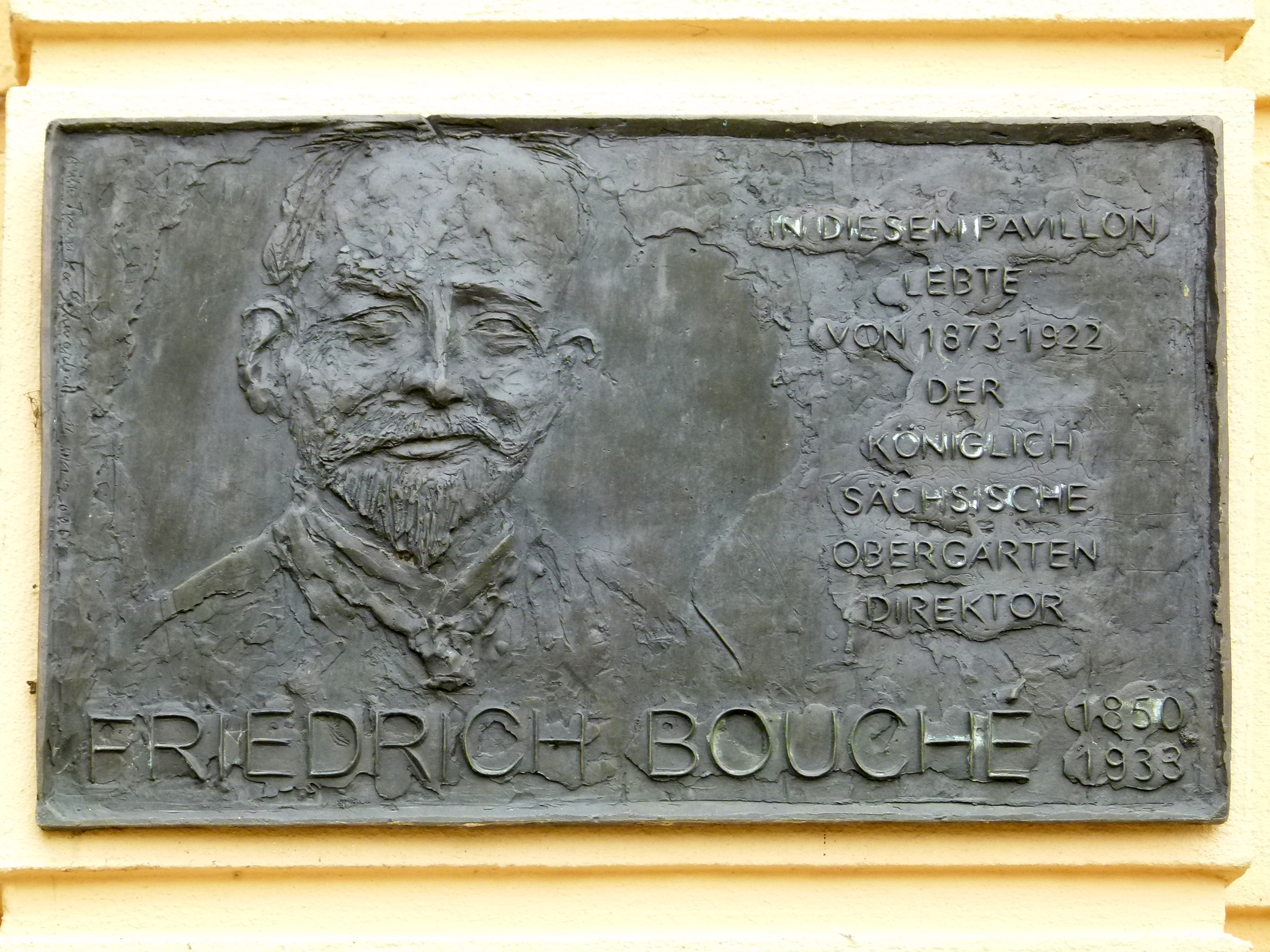
Gedenktafel für Friedrich Bouché an seinem Wohnhaus im Großen Garten in Dresden

Johann Carl Friedrich Bouché, auch: Johann Karl Friedrich Bouché (* 6. Juli 1850 in Schöneberg; † 11. März 1933 in Dresden) war ein deutscher Gartenarchitekt, Hofrat und Königlich Sächsischer Obergartendirektor.

## Leben
Friedrich Bouché war ein Spross der Berliner Gärtner-Dynastie Bouché. Er war der zweite Sohn von Carl David Bouché; sein Bruder war Julius Bouché.

### Ausbildung
Nach einer Lehre bei seinem Vater im Berliner Botanischen Garten 1866–1867 besuchte Bouché die Königliche Gärtnerlehranstalt am Wildpark bei Potsdam im Wildpark Potsdam (Abschluss mit „recht gut“). Den praktischen Unterricht absolvierte er bei den Hofgärtnern Johann Heinrich Gustav Meyer und Morsch in den Potsdamer Gärten. An der von Peter Joseph Lenné begründeten Lehranstalt studierte er zusammen mit Max Bertram und Karl Hampel von 1868 bis 1870. 
Von 1870 bis 1872 übernahm er für Meyer, seinerzeit Gartendirektor in Berlin, Entwurf und Ausführung verschiedener Gartenanlagen. 1872 bestand er bei Hofgartendirektor Ferdinand Jühlke die Obergärtnerprüfung mit der Note „vorzüglich gut“.

### Wirken in Dresden

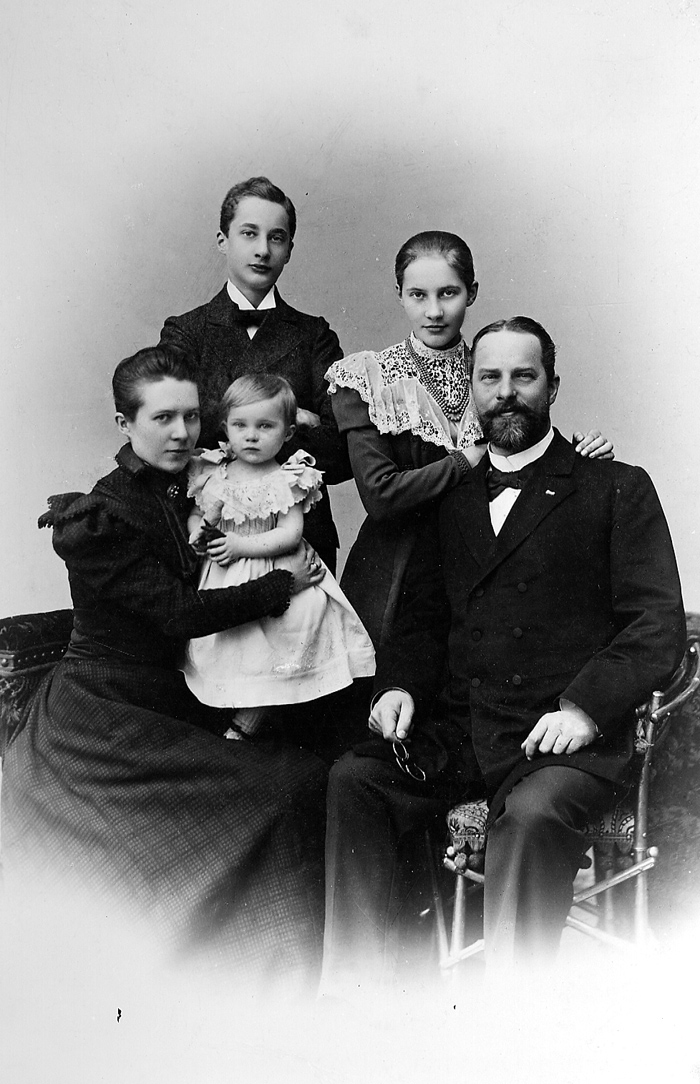
Familie Bouché um 1900

Zum 1. April 1873 wechselte Friedrich Bouché – erst 22 Jahre jung – nach Dresden, wo er das Direktorenamt des Großen Gartens über fast fünfzig Jahre hinweg ausübte. Unter seiner Leitung erhielt der Garten das in großen Teilen bis heute bestehende Aussehen. Unter Beibehaltung vieler barocker Grundstrukturen wandelte ihn Bouché in einen Landschaftsgarten im „gemischten Stil“ der sogenannten „Lenné-Meyer-Schule“ um.
Am 1. Januar 1895 wurde er zum „Königlichen Obergartendirektor“ ernannt und hatte damit alle Hofgärten der „Königlichen Zivilliste“ unter sich. Dazu gehörten die Königlichen Gärten in Dresden, an den Schlössern Pillnitz, Moritzburg, Großsedlitz und Jagdschloss Wermsdorf. Außerdem übernahm er die Leitung der dem Fiskus zugeordneten Gartenanlagen in der Stadt Dresden.
1906 wurde Bouché zum Hofrat ernannt. Nach dem Ende der Monarchie übertrug man ihm ab 1. April 1919 erneut die Oberaufsicht über die ehemaligen Königlichen Gärten. Zum August 1922 wurde er zwangsweise pensioniert.

### Sonstige Aktivitäten
Bouché war neben seiner Tätigkeit als Obergartendirektor auch in diversen berufsständischen Vereinigungen aktiv. So war er Gründungsmitglied im Verein deutscher Gartenkünstler (VdG, gegründet 1887), der späteren Deutschen Gesellschaft für Gartenkunst (DGfG). 1899 wurde er zu dessen Ehrenmitglied ernannt. Außerdem war er seit 1907 Mitglied im Landesverein Sächsischer Heimatschutz, wo er sich zum Beispiel für den Baumschutz einsetzte. 
Er war außerdem Mitglied und von 1895 bis 1922 Erster Vorsitzender der Dresdner Gartenbaugesellschaft „Flora – Sächsische Gesellschaft für Botanik und Gartenbau“, ab 1922 deren Ehrenvorsitzender. Hierbei wirkte er indirekt sogar bei der Entstehung der berühmten Pillnitzer Azaleensammlung und Gärtnerausbildungsstätte mit, denn während des Ersten Weltkriegs erhielt die „Flora“ die Erlaubnis, ihre Azaleen-Mutterpflanzen in der 1915 fertiggestellten „Neuen königlichen Hofgärtnerei zu Pillnitz“ unterzustellen. Hier spielten wohl auch die familiären Verbindungen zur Dresdner Gärtnerdynastie Seidel eine Rolle, denn Bouché war mit Rosalie verheiratet, der Tochter des Gärtnereibesitzers Hermann Seidel, einem Enkel des Hofgärtners Johann Heinrich Seidel. Als Ende 1918 die königliche Gärtnerei verstaatlicht wurde und rentablere Kulturen wie Gemüse angebaut werden sollten, setzte sich Bouché als Vorsitzender zusammen mit Ökonomierat Simmgen und Heinrich Seidel 1921 in einem eigens gegründeten „Kuratorium Sächsische Gartenbauschule Dresden-Laubegast“ dafür ein, diese stattdessen als Stätte für Wissenschaft und berufliche Bildung zu nutzen.
Er war zuletzt Oberleutnant der Land-Jäger a. D. der sächsischen Armee.
Friedrich Bouché starb am 11. März 1933. Im Frühjahr 2006 brachte die Stadt Dresden an seiner letzten Ruhestätte auf dem Trinitatisfriedhof (Grabfeld E 1) eine Stele an.

## Auszeichnungen
- 1887 den Albrechts-Orden 2. Klasse, 1898 auch 1. Klasse
- Preußischer Kronenorden 3. Klasse
- Bayerischer Verdienstorden vom Heiligen Michael
- Carola-Medaille in Bronze
- Elefanten-Orden des Königs von Siam

- Titel eines Hofrats 4. Klasse, verliehen 1896.

Der Friedrich-Bouché-Weg in Dresden ist nach ihm benannt.

## Werke
- Bereits 1873 legte Bouché erste Pläne zur teilweisen Umgestaltung des Großen Gartens vor. Ab 1878 bis 1914 erfolgten dann die mehrfachen Umgestaltungen und seine letzte bedeutende Erweiterung. Unter Beibehaltung barocker Grundstrukturen verwandelte sich unter seiner Leitung der ehemals kreuzförmige Barockgarten zu einer rechteckigen öffentlichen Parkanlage im „gemischten Stil“ (so genannte „Lenné-Meyer-Schule“). Die Parterres um das Palais wurden vom Biedermeierstil in Teppichparterres geändert, ein Rhododendronhain, ein Koniferengarten (= sog. Weisser Garten), neue Wege und Spielplätze angelegt. Bereits 1878 bezieht er die so genannten Strehlener Felder im Südosten in die Anlage mit ein, 1879 die Uferböschung des Kaitzbaches. Von 1886 bis 1895 erweiterte sich die Gesamtfläche des Großen Gartens auf 30.000 Quadratmeter. Zwischen 1890/91 und 1897 erwarb und gestaltete er für die Erweiterung etwa 15 Hektar Wiesenland (die sog. Grunaer Anlagen) von einer privaten Baugesellschaft. Auf dem erweiterten Gelände entstand ab 1881 bis 1882 und 1886 unter Umwandlung einer ehemaligen Kiesgrube der „Carolasee“ (nach der sächsischen Königin benannt und im Sommer als Gondelteich, im Winter als Schlittschuhbahn genutzt), 1894 der „Neue Teich“. Die Gesamtfläche beträgt heute ca. 180 Hektar, ohne den Zoo, Botanischen Garten, die Gläserne Manufaktur und das Ausstellungsgelände etwa 154 Hektar.
- 1875 Grüngestaltung des Albertplatzes in Dresden.
- Erneuerung der Heckenquartiere („Charmillen“), Neuanlage des Parterres im Schlosshof, Neuanlage und Leitung der Hofgärtnerei in Pillnitz (1915 fertiggestellt, später umbenannt in Staatliche Versuchs- und Beispielgärtnerei Pillnitz).
- Umgestaltung des Gutsparks Obercunewalde.
- 1887/88 erfolgte wahrscheinlich durch ihn die Neuanlage des Parks zum damals ebenfalls neu errichteten Schloss Prohlis des Johann Christian Freiherr von Kap-herr. Ehemals eine der größten Privatgartenanlagen Dresdens (ca. 3 Hektar), hat sich die Anlage heute, Jahrzehnte verwahrlost, erheblich verkleinert und verändert, zum „Prohliser Wäldchen“ gewandelt. Das Schloss wurde 1985 nach Brandstiftung abgerissen. Seit Ende der 1990er Jahre gibt es nach Rückübertragung des Eigentums wieder den Versuch einer Annäherung an die ursprüngliche Grundstruktur.
- zwischen 1880 und 1885: vermutlich ebenfalls durch ihn Umgestaltung des Parks in Bischheim (zwischen Pulsnitz und Kamenz) im Zuge der Schlosserweiterung zu einem Landschaftspark.
- An der Organisation und/oder Gestaltung mehrerer internationaler Gartenbauausstellungen in Dresden beteiligt, so an der Ausstellung von 1887, der Großen Deutschen Kunstausstellung Dresden 1904, der 3. Internationalen Gartenbauausstellung 1907.
- Er steuerte mehrere Entwürfe zu späteren Auflagen von E. Levys Musteralbum der modernen Teppichgärtnerei bei.